# Dactylochelifer ladakhensis
Dactylochelifer ladakhensis är en spindeldjursart som beskrevs av Beier 1978. Dactylochelifer ladakhensis ingår i släktet Dactylochelifer och familjen tvåögonklokrypare. Inga underarter finns listade i Catalogue of Life.